# کلیپینگ
کلیپینگ (انگلیسی: clipping.) یک گروه موسیقی رپ در لس آنجلس آمریکا است که از سال ۲۰۰۹ مشغول فعالیت بوده است. خواننده این گروه داوید دیگز است.